# Albrechtice v Jizerských horách
Albrechtice v Jizerských horách (německy Albrechtsdorf) jsou obec, která se nachází v okrese Jablonec nad Nisou v Libereckém kraji. Žije zde 367 obyvatel. Leží 8 kilometrů severovýchodně od Jablonce nad Nisou a 13 kilometrů východně od Liberce.
Albrechtice mají třetí nejdelší úřední název v Česku (před nimi jsou pouze Nová Ves u Nového Města na Moravě a Brandýs nad Labem-Stará Boleslav).
Katastrální území obce je značně rozsáhlé, téměř 25 km². Sahá od středního toku řeky Kamenice pod Antonínovem až k hornímu toku Bílé Desné (včetně Protržené přehrady). Západní hranici tvoří říčka Jedlová nad Josefovým dolem až po rozcestí pod kopcem Čihadlo, nedaleko od turisticky známé křižovatky Na Knajpě. Nejvyšším bodem katastru je kopec Milíře (1003 m), který tvoří rozvodí mezi říčkami Jedlovou a Bílou Desnou.

## Historie
První písemná zmínka o obci pochází z roku 1674, kdy se na území, zpustošené třicetiletou válkou a opuštěné nekatolíky, nastěhovalo německé katolické obyvatelstvo, které přivedl majitel panství, generál Albrecht Maxmilián I. Desfours (1629–1683). Podle jeho syna Albrechta Maxmiliána II. byla nová obec nazvána Albrechtsdorf. Základem Albrechtic se stala panská hájovna zvaná Lichtenberg. Kolem roku 1700 vznikla výše položená část Mariánská hora. Ve snaze vytvořit v Jizerských horách budní hospodářství dále vznikla ještě výše situovaná část Mariánskohorské Boudy. Na konci 18. století byly založeny další osady, které byly původně součástí Albrechtic; v údolí řeky Bílé Desné Desfoursdorf, později Dessendorf, dnes Desná I. Proti proudu Kamenice pod soutokem Kamenice s Jedlovou vznikl Antonínov, kde existovala sklářská huť. Obě osady se osamostatnily na konci 19. století. Nicméně odchodem těchto dvou osad se katastrální území příliš nezmenšilo, okrajová území zůstala v Albrechticích.
Právo užívat znak a vlajku bylo obci uděleno rozhodnutím předsedy Poslanecké sněmovny Parlamentu České republiky dne 25. března 2005.

## Rafinerie skla
21. července roku 1861 založili bratři Johann a Celestin Feixové v obci rafinerii na křišťálové sklo se značkou Gebrüder Feix. Patřila k ní ještě nýtovna a brusírna skla v Jiřetíně pod Bukovou. Po vyučení v ní jako pasíř (vytvářející niklové formy pro lisované sklo) pracoval například Daniel Swarovski, zakladatel světoznámé firmy Swarovski.
Poslední majitel Max Feix zemřel roku 1944. Továrna byla činná až do záboru a znárodnění v roce 1945, od 1. ledna 1947 byla začleněna do národního podniku Krystalerie. Firma vyráběla duté picí sklo, flakóny, kalamáře, popelníky, ověsky na lustry, brousila je z komponent dodávaných firmou Wilhelma Riedla z Dolního Polubného. Obchodovala s Evropou i s americkými exportéry, v době svého vrcholu měla 50 brusičských stolic a patřila k nejvýznamnějším sklářským firmám v Jizerských horách.

## Obyvatelstvo
| Rok            | 1869  | 1880  | 1890  | 1900  | 1910  | 1921  | 1930  | 1950 | 1961 | 1970 | 1980 | 1991 | 2001 | 2011 | 2021 |
| -------------- | ----- | ----- | ----- | ----- | ----- | ----- | ----- | ---- | ---- | ---- | ---- | ---- | ---- | ---- | ---- |
| Počet obyvatel | 2 292 | 2 042 | 2 209 | 2 266 | 2 351 | 1 890 | 1 890 | 827  | 684  | 494  | 390  | 332  | 329  | 351  | 332  |
| Počet domů     | 328   | 292   | 350   | 356   | 365   | 370   | 403   | 408  | 198  | 154  | 126  | 175  | 144  | 182  | 198  |

## Pamětihodnosti
- Kostel svatého Františka z Pauly
- Přehrada Desná (Protržená přehrada) na řece Bílá Desná

## Části obce
- Albrechtice v Jizerských horách
- Mariánská Hora